# Pseudobufo subasper
Pseudobufo subasper är en groddjursart som beskrevs av Johann Jakob von Tschudi 1838. Pseudobufo subasper ingår i släktet Pseudobufo och familjen paddor. IUCN kategoriserar arten globalt som livskraftig. Inga underarter finns listade i Catalogue of Life.